# Eulimulodes
Genre
Eulimulodes est un genre de coléoptères de la famille des Ptiliidae.

## Liste des espèces
Selon Catalogue of Life (4 mars 2021) :
- Eulimulodes mexicanus Mann, 1926

## Publication originale
- (en) William M Mann, « New neotropical myrmecophiles », Journal of the Washington Academy of Sciences, Washington, Washington Academy of Sciences (d), vol. 16, no 2,‎ 1926, p. 448-455 (ISSN 0043-0439 et 2573-2110, OCLC 1769417, JSTOR 24529388).